# Ormone luteinizzante
L'ormone luteinizzante (LH) è una gonadotropina adenoipofisiaria, ovvero un ormone secreto dall'adenoipofisi che ha la funzione di regolare le gonadi. 

## Produzione dell'ormone luteinizzante
La secrezione di ormone luteinizzante è regolata dal fattore ipotalamico di liberazione delle gonadotropine (GnRH), un ormone prodotto dai neuroni ipotalamici del nucleo arcuato e dell'area preottica. Quando il GnRH si lega a specifici recettori posti sulla membrana di cellule gonadotrope, un tipo cellulare adenoipofisiario, viene attivata una cascata di segnali intracellulari che portano alla secrezione dell'ormone luteinizzante, precedentemente accumulato nella cellula all'interno di granuli secretori. Inoltre, il GnRH è in grado di promuovere l'ulteriore trascrizione e sintesi di molecole di LH.

## Caratteristiche dell'ormone luteinizzante
L'ormone luteinizzante, assieme all'ormone stimolante la tiroide (TSH) e all'ormone follicolo-stimolante (FSH), è caratterizzato dall'essere una glicoproteina, ovvero dal presentare diversi gruppi glucidici legati alla sua struttura proteica.
La molecola di LH è costituita da due catene proteiche, indicate come subunità α e β, che sono sintetizzate indipendentemente a partire da geni distinti e quindi complessate a formare l'ormone. Entrambe le due subunità sono necessarie per un efficace legame dell'ormone al proprio recettore, mentre la glicosilazione è fondamentale per l'attività biologica dell'ormone stesso, in quanto stimola l'attività dell'adenilato ciclasi, un enzima fondamentale nel processo di trasduzione del segnale.

## Funzioni dell'ormone luteinizzante
L'ormone luteinizzante svolge funzioni diverse nel maschio e nella femmina.
Nel maschio, l'LH stimola l'attività endocrina delle cellule interstiziali del testicolo con produzione di testosterone. Inoltre, a causa del suo ruolo nella produzione di testosterone, ormone necessario per la maturazione delle cellule germinali, l'ormone luteinizzante stimola anche, in maniera indiretta, la spermatogenesi.
Nella femmina, invece, l'ormone luteinizzante stimola l'ovulazione e la conversione del follicolo ovarico in corpo luteo, una struttura a funzione endocrina che favorisce l'impianto dell'uovo fecondato e il primo mantenimento dello zigote.
Infatti, durante lo sviluppo del follicolo, l'LH stimola la produzione di testosterone da parte delle cellule della teca (tipo cellulare dell'ovaio). L'ormone steroideo prodotto, quindi, porta alla sintesi dei precursori dell'estradiolo, ormone sessuale femminile. Inoltre, l'ormone luteinizzante stimola anche la sintesi di progesterone (altro ormone sessuale femminile) da parte delle cellule della granulosa (tipo cellulare dell'ovaio). Le interazioni fra cellule della teca e cellule della granulosa consentono quindi di raggiungere sia i livelli di estradiolo necessari per l'induzione dell'ovulazione sia la luteinizzazione delle cellule della granulosa, con la conseguente formazione del corpo luteo.